# 블랙백
블랙백(영어: Black Bag)은 대한민국의 록 밴드이다.

## 구성원
- 장민우 - 보컬, 기타
- 제프 (본명:이성복) - 기타
- 이혜지 - 베이스
- 구태욱 - 드럼

## 음반
- 2009 EP [Into Our Memories…] (비공식)
- 2012 EP [Beyond the Sky]
- 2012 그린플러그드 컴필레이션 참여 (Breathe In)
- 2013 정규 1집 [Rain has Fallen]
- 2014 싱글 [Soulflower], [Wake Up Your Beautiful Soul], [Sunshine]

## 출연
- 《TOP 밴드》 (KBS 2TV, 2011년)
- 《TOP 밴드 2》 (KBS 2TV, 2012년)
- 《난장》 (광주MBC, 2012년)
- 《이한철의 올댓뮤직》 (KBS 1TV, 2013년)
- 《스페이스 공감》 (EBS, 2014년)

## 경력
- 2011년 KT&G상상마당 밴드 인큐베이팅 4기
- 2011년 쌈지 사운드 페스티벌 숨은고수 선정
- 2012년 네이버 온스테이지
- 2012년 제5회 올레뮤직 인디어워드 이달의 루키

## 공연
- 2010년 인천 펜타포트 프린지 페스티벌
- 2011년 서울 프린지 페스티벌
- 2011년 지산 밸리 록 페스티벌 (CJ 아지트 락앤롤슈퍼스타)
- 2011년 쌈지 사운드 페스티벌 (숨은고수)
- 2011년 대전 사운드 페스티벌
- 2012년 EP앨범 발매기념 단독콘서트 (상상마당)
- 2012년 뷰티풀 민트 라이프
- 2012년 그린플러그드
- 2012년 지산 밸리 록 페스티벌
- 2012년 제주 서귀포 야해 페스티벌
- 2012년 전주, 대구, 부산, 천안 투어 공연
- 2012년 대한민국 라이브 뮤직 페스티벌
- 2012년 단독콘서트 (상상마당)
- 2012년 CDF (카운드다운 판타지)
- 2013년 그린플러그드
- 2013년 호락호락 페스티벌
- 2013년 펜타포트 락 페스티벌
- 2013년 대한민국 라이브 뮤직 페스티벌
- 2013년 1집 발매기념 단독콘서트 (상상마당)
- 2014년 그린플러그드
- 2014년 단독콘서트
- 2014년 대한민국 라이브 뮤직 페스티벌